# Hoheria equitum
Hoheria equitum är en malvaväxtart som beskrevs av Michael J. Heads.
Hoheria equitum ingår i släktet Hoheria och familjen malvaväxter. Inga underarter finns listade i Catalogue of Life.